# Departamento San Rafael
Das Departamento San Rafael liegt im südlichen Zentrum der Provinz Mendoza im Westen Argentiniens und ist eine von 18 Verwaltungseinheiten der Provinz.
Es grenzt im Norden an die Departamentos San Carlos, Santa Rosa und La Paz, im Osten an die Provinz San Luis und das Departamento General Alvear, im Süden an die Provinz La Pampa und das Departamento Malargüe und im Westen an Chile.
Die Hauptstadt des Departamento San Rafael ist das gleichnamige San Rafael. Sie liegt 980 km von Buenos Aires entfernt.

## Geographie
Das Departamento wird von zwei Flüssen durchflossen, dem Río Atuel und dem Río Diamante.

## Distrikte
Das Departamento San Rafael ist in folgende Distrikte aufgeteilt:
- Cañada Seca
- Cuadro Benegas
- Cuadro Nacional
- El Cerrito
- El Sosneado
- El Nihuil
- Goudge
- Jaime Prats
- La Llave
- Las Malvinas
- Las Paredes
- Monte Comán
- Punta de Agua
- Rama Caída
- Real del Padre
- San Rafael
- Veinticinco de Mayo
- Villa Atuel

## Wirtschaft
Im Departamento befinden sich einige der wichtigsten Weinkellereien und Sekthersteller der Provinz Mendoza.
In den letzten Jahren hat der Tourismus stark an Bedeutung gewonnen.